# Кавказские Минеральные Воды
Кавка́зские Минера́льные Во́ды (Кавминво́ды, КМВ, также Кавмингруппа) — группа курортов федерального значения в Ставропольском крае; особо охраняемый эколого-курортный регион Российской Федерации.

## Географическое положение
Расположен регион на юге Европейской части России, почти на одинаковом расстоянии от Чёрного и Каспийского морей, — в пределах стыка Минераловодской наклонной равнины и северных склонов Большого Кавказа.
В административно-территориальном отношении
Регион-агломерация Кавказские Минеральные Воды, имеющий площадь более 500 тыс. га (5,3 тыс. км²), расположен на территории трёх субъектов Российской Федерации в границах округа горно-санитарной охраны:
- в Ставропольском крае — города и города-курорты, Пятигорск, Железноводск, Лермонтов, Ессентуки, Кисловодск, а также собственно городские округа Георгиевский, Минераловодский (включая курорт Кумагорск и курортную местность Нагута) и Предгорный — 58 % всей площади региона;
- в Кабардино-Балкарии — Зольский район — 9 % территории (лечебные грязи озера Тамбукан, Долина Нарзанов и другое);
- в Карачаево-Черкесии — Малокарачаевский и Прикубанский районы — 33 % территории (зона формирования минеральных источников).

Физико-географическая характеристика (расположение)
Район Кавказских Минеральных Вод занимает южную часть Ставропольского края и расположен на северных склонах Главного Кавказского хребта, в 20 км от Эльбруса. Южные границы района — это предгорья Эльбруса, долина рек Хасаут и Малки; на западе — верховья рек Эшкакона и Подкумка; северной границей района служит город Минеральные Воды, за которым начинаются степные просторы Предкавказья.
Гидроминеральные ресурсы
- на юге:
  - углекислые воды Верхнего и Нижнего Берёзовского, в ущелье реки Берёзовка,
  - родники Беловодский и Белый, в верховьях Аликоновского ущелья (речушка Беловодская Балка),
  - источники Тхобзашхопс и Псынашхибль, в ущелье реки Малка (в окрестностях села Каменномостское),
  - источник Серафима Саровского с целебной родниковой водой (на северных склонах Джинала),
  - Лахранские Нарзаны, на плато Аурсетнх,
  - Долина Нарзанов, в среднем течении реки Хасаут,
  - Хасаутские источники, в районе горы Малый Бермамыт и селения Хасаут,
  - источник Юнгюшли(ю), на крайнем юге региона (в верховьях реки Ингушли (Юнгюшлю).
- на западе:
  - углекислая вода Кумского месторождения минеральных вод в Кумском ущелье (в районе села Красный Восток)
  - Суворовские купальни у станицы Суворовская,
  - источники в верховьях Подкумка и Кумы, у перевала Гумбаши,
  - источники Нижний Эшкаконский и Верхний Эшкаконский, в ущелье реки Эшкакон, восточнее Гудгоры (2489 м),
  - источники в районе селений Холоднородниковское и Счастливое, на северных склонах Пастбищного хребта
  - источники в Угольной балке (выше лесхозов Угольная Дача).
- на севере:
  - Кумагорские источники на курорте Кумагорск,
  - Нагутские источники, в бальнеологической Нагутской курортной местности,
  - ст. Нагутская — завод по розливу минеральных вод одного из крупнейших в крае Нагутского месторождения,
- на востоке:
  - Лысогорские источники в районе Лысой горы, включая источник Баталинский и Георгиевские купальни.

## Города и районы КМВ
Административный центр особо охраняемого эколого-курортного региона Кавказские Минеральные Воды находится в Ессентуках.
Состав особо охраняемого эколого-курортного региона Российской Федерации — Кавказских Минеральных Вод:
- Ставропольский край — города Георгиевск, Минеральные Воды, Железноводск, Пятигорск, Ессентуки, Кисловодск, Лермонтов, а также районы Минераловодский, Георгиевский и Предгорный;
- Кабардино-Балкарская Республика — Зольский район;
- Карачаево-Черкесская Республика — Малокарачаевский и Прикубанский районы.

## История
Кавказские Минеральные Воды — один из старейших курортных регионов России. Первые письменные сведения о его минеральных источниках встречаются у врача Г. Шобера (1717 г.), который был направлен Петром I для обследования минеральных кладезей Северного Кавказа. Первые подробные описания их сделаны И. А. Гюльденштедтом (1773 г.), а затем П. С. Палласом (1793 г.). После обследования вод Пятигорья в 1798 году штаб-лекарем Левенцем и аптекарем Кёрнером Медицинская коллегия официально ввела Кавказские минеральные воды во всеобщее употребление, их начали использовать для лечения больных в войсках Кавказской линии.
4 января 1803 года губернатором Астраханским и главнокомандующим в Грузии князем П. Д. Цициановым был направлен рапорт на имя Александра I с просьбой построить укрепление на Кислых водах. После исследования горячего источника в Пятигорске (1801 г.) и заключения специальной комиссии о возможности использования минвод с лечебной целью (1802) указом Александра I от 24 апреля 1803 года было утверждено положение о Кавминводах, когда был подписан исторический Рескрипт «О признании государственного значения Кавказских Минеральных Вод и необходимости их устройства», — и началось их официальное существование как курортного района.
В 1804—1808 годах в горских аулах в «Бештовых горах» свирепствовала чума, что резко сократило приезд посетителей на Воды. Часть населения аулов (Каррас, Бастунджи, Аджиаул, Кармааул) либо вымерла, либо переселилась в горные ущелья Кабарды.
Министерством внутренних дел 31 марта 1808 года к Минеральным водам определён штаб-лекарь надворный советник Христиан Геннуш. Однако, главноуправляющий на Кавказе и в Грузии Н. Ф. Ртищев просил министра полиции А. Д. Балашова об отставке доктора Геннуша и назначении на эту должность более опытного врача. «Определенный господином министром внутренних дел к Минеральным Водам штаб-лекарь, надворный советник Геннуш, хотя человек поведения доброго и, может быть, знающий медицинскую науку, но служит приезжающим болею забавою и унижением, а не наставлением об употреблении сих востребуемых».
В 1809 году возобновилось после эпидемии чумы посещение Вод. По проекту и распоряжению военного инженера генерал-майора Г. Е. Фёлькерзама на Горячих Водах были построены две новые купальни с одной деревянной ванной в каждой. В течение сезона на источниках побывало 96 человек.
С 1811 по 1812 год был командирован на Воды вместо Х. Геннуша для лечения посетителей генерал-штаб-доктор В. П. Крейтон.
В 1813 году медицинской типографией в Санкт — Петербурге издана книга «Описание минеральных вод Кавказских», которую можно считать первым путеводителем по КМВ. Автор не указан, тираж — 1200 экз.
В 1817 году цензурой разрешено издание книги Андрея Богдановича Цеэ «Описание Кавказских целительных вод» — первой книги об этих курортах на русском языке.
Первые сведения о Тамбуканском озере также были сообщены И. А. Гюльденштедтом (1770-е), однако применение его лечебной грязи началось значительно позже (с 1886 в Пятигорске и Ессентуках, затем в Железноводске). Первоначально КМВ привлекали ограниченное число больных, преимущественно из военных и знати. Планов развития курортов не существовало; управление КМВ обычно возлагалось на военную администрацию и лишь немногие из них проявляли интерес к Кавминводам.
У Александровского источника на вершине Горячей горы Пятигорска в четырёх отдельных зданиях находилось в пользовании посетителей Вод 11 ванн.
В 1822 году командирован на КМВ для временного исполнения должности главного врача доктор медицины и хирургии Фёдор Петрович Конради, родом из Швейцарии (1775—1848). Главный врач курорта с 1824 по 1842 гг. Составил план Горячих Вод, в экспликации которого указаны источники, ванны, оборонительная казарма, солдатская слободка, казачий пост, дороги на Кислые, Железные Воды, новое Георгиевское шоссе. В 1831 году вышла его книга «Рассуждения о искусственных минеральных водах с приобщением новейших известий о Кавказских минеральных источниках».
21 (2) августа 1822 года в медицинском департаменте Министерства внутренних дел подписан контракт с архитекторами Иваном (Джованни) Карловичем и Иосифом (Джузеппе) Карловичем Бернардацци на строительство зданий при Кавказских Минеральных Водах. На Кавминводах братья работали до самой смерти.
В 1823 году новое исследование вод региона проводит профессор А. П. Нелюбин. Благодаря этому исследованию, в употребление вводятся минеральные источники в районе реки Бугунты (ессентукские источники).
В декабре 1823 года по представлению А. П. Ермолова была учреждена особая строительная комиссия при Кавказских Минеральных Водах с обязанностями составления проектов и руководства сооружением зданий. Её возглавил майор Николай Александрович Павлов (брат мужа родной сестры А. П. Ермолова). Впоследствии на комиссию было возложено управление Кавказскими Минеральными Водами, сооружения курортных объектов и благоустройство территории, организации лечения и вопросы санитарного режима. Просуществовала она до 1847 года. Последним директором комиссии был генерал-майор П. П. Чайковский, дядя композитора.
В 1844 году новым главнокомандующим войск на Кавказе и наместником кавказским, «с неограниченными полномочиями и оставлением в прежних должностях», был назначен граф М. С. Воронцов. Наместник почти сразу заинтересовался Кавказскими минеральными водами.
Проведя два лета в Кисловодске, особенно ему понравившемся, он лично вник во все подробности и изучил недостатки существовавшего в то время Управления водами... Министр внутренних дел в своём отзыве к Наместнику Кавказскому [от 8 сентября 1845 г. № 871], между прочим, замечает, что более половины денег, назначенных на нужды по устройству вод, употребляется на предметы, чуждые назначению... Всё это, а также и разные злоупотребления со стороны лиц, заведовавших водами, дало повод Наместнику Кавказскому Князю Воронцову ходатайствовать о передаче этого учреждения вместе с капиталом, ассигнованным на устройство оного, из ведения Медицинского Департамента в его непосредственное распоряжение… Злоупотребления были вообще настолько велики и очевидны, что Князь наместник нашёл нужным отдать виновных под суд. Исполнение должности Директора было возложено на полковника Всеволожского.
Фактически упразднив Строительную комиссию, наместник учредил специальную Дирекцию. Сначала, в середине 1844 года, исполнение обязанностей директора Минеральных вод было дополнительно возложено на коменданта Пятигорска и уездного воинского начальника полковника П. А. Принца, затем в течение нескольких месяцев в должности числился чиновник таможенного ведомства коллежский советник Александр Григорьевич Парчевский. Главный врач в 1845 году — кол. сов. Александр Дмитриевич Иванов.
Но по-настоящему работа по развитию региона началась, когда зимой 1845—1846 г.г. управляющим Кавказскими минеральными водами стал дежурный штаб-офицер штаба Отдельного Кавказского корпуса полковник Д. А. Всеволожский. По инициативе М. С. Воронцова Высочайше утверждённым положением об управлении Кавказскими минеральными водами от 29 мая 1847 года Дирекция Вод была признана «особым правительственным установлением», а директор наделён правами военного губернатора. Дирекция просуществовала до 1861 года.
«Управление Кавказских минеральных вод состояло из 43 лиц: Управляющего, четырёх членов Дирекции (один по строительной части, один по хозяйственной, архитектор и главный врач), четырёх младших врачей, повивальной бабки, инженера строительной части, четырёх смотрителей, правителя канцелярии, его помощника, казначея, двух цейхвахтеров, пяти лекарских учеников, одного главного садовника и десяти писцов. В ведении Дирекции оставлены 2½ роты военных инженеров, 1 рота инвалидная и воловий транспорт». «Управляющий Водами мог сам разрешать постройки и работы на сумму до трёх тысяч рублей, свыше этой суммы должен был испрашивать разрешения Наместника кавказского».
Управляющий Кавказскими минеральными водами генерал-майор Д. А. Всеволожский возглавлял Дирекцию в течение 12 лет. Одновременно он по должности принял на себя обязанности командующего Центром Кавказской линии.
…50-е годы, на первый взгляд, кажущиеся периодом глухого безвременья в истории Кавминвод, были отмечены активной реализацией реформ, затеянных М. С. Воронцовым. Приглашённый им на Воды архитектор С. Уптон украшал курорты великолепными галереями, ванными зданиями, симпатичными жилыми домами. Под руководством Д. А. Всеволожского, которого Воронцов назначил управляющим Водами, прокладывались дороги, водопроводы, строились мосты, расширялись и хорошели сады, бульвары, парки . Между курортными “группами” стали ходить омнибусы, перевозившие пассажиров и почту. Именно в это время на Кавминводах появились первые музеи, первое учебное заведение, первый театр, первая библиотека.
В 1857 году вышло Положение об управлении КМВ, вошедшее в Свод законов. В основу положены идеи, высказанные Наместником Кавказа князем М. С. Воронцовым министру внутренних дел в отношении от 8 февраял 1854 года. Общее управление водами по всем частям вверялось Дирекции, «имевшей место пребывания в городе Пятигорске».
После отставки в декабре 1857 г. генерала Д. А. Всеволожского новым управляющим Кавказскими Минеральными водами был назначен барон Армин Карлович Унгерн-Штернберг, командир бригады Кавказского линейного казачьего войска, генерал-майор.
В отличие от эпохи Д. А. Всеволожского четыре года правления барона А. К. Унгерн-Штернберга привели к тому, что казённое управление Водами было признано неэффективным и 29 октября 1861 года упразднено; курорт передан в управление частному подрядчику, действительному статскому советнику Н. А. Новосельскому.
В 1870 году деятельность Новосельского была признана неэффективной, и в 1871 году курорты передали другому арендатору, А. М. Байкову, главным врачом вод становится М. К. Милютин. В этот период происходит открытие Ростово-Владикавказской железной дороги со станцией Кумская (1875 год), от которой прокладывается шоссе до Кисловодска, проводятся геолого-разведочные работы, осуществляется некоторое благоустройство курортов.
Большое значение для правильного устройства Кавказских минеральных вод имел «Административный проект устройства Вод» (Пятигорск, 1879), составленный начальником Терской области генералом А. П. Свистуновым с участием горного инженера А. И. Незлобинского. В 1883 году проект был одобрен Государственным советом и принят под названием «О временном порядке заведования Кавказскими минеральными водами» (ПСЗ-3, т. 3, № 1896), согласно которому они были переданы от частного арендатора в ведение Министерства государственных имуществ.
В 1882 году после истечения срока договора аренды КМВ А. М. Байковым Государственный Совет продлил договор до 1 декабря 1883 года.
17 (29) февраля 1884 году КМВ переведены в ведение Министерства земледелия и государственных имуществ, непосредственно в Горный департамент. Установлена должность правительственного комиссара КМВ. Он назначался и непосредственно подчинялся министру земледелия и государственных имуществ М. Н. Островскому, по соглашению с министром военных и внутренних Дел. Первым Чрезвычайным правительственным комиссаром был назначен Н. П. Щепкин. В результате исследований, проведённых И. В. Мушкетовым, были утверждены зоны охраны минеральных источников.
19 февраля (2 марта) 1885 года принято Постановление Государственного совета «Об охранении источников минеральных вод», подготовленного Министерством государственных имуществ России.
В 1889 году Правительственным комиссаром КМВ назначен П. Н. Сущинский. Пробыл на этом посту до марта 1894 года.
С 29 марта 1894 года по 10 апреля 1895 года Правительственным комиссаром КМВ был лейб-медик И. В. Бертенсон.
17 мая 1894 года открылось регулярное движение поездов на участке Минеральные Воды — Кисловодск.
В мае 1895 Правительственным комиссаром КМВ стал В. А. Башкиров. Вскоре, после утверждения 13 марта 1896 г. «Положения об управлении Кавказскими Минеральными Водами», его должность была переименована в Директор КМВ. Был Директором до 1900 года. На этом посту его сменил В. В. Хвощинский.
В 1916 году на КМВ разразилась эпидемия тифа, занесённого пленными турками. В Пятигорске количество заразных заболеваний возросло на 4,6 % по сравнению с 1914—1915 годами.
20 марта 1919 года В. И. Ленин подписал Декрет о национализации и охране курортов. Курортное управление Кавминвод вошло в непосредственное подчинение Наркомздрава РСФСР.
4 апреля 1919 года издан Декрет СНК «О курортах Кавказские Минеральные Воды».
Первый советский директор Кавказских Минеральных Вод Григорий Лаврентьевич Кучаидзе (1884—1943) прибыл на Кавминводы с Охранной грамотой № 4-154 от 8 апреля 1920 года, выданной Народным комиссариатом здравоохранения. В ней говорилось, «…что курорты являются лечебными учреждениями общегосударственного значения и призваны обслуживать широкие трудящиеся массы рабочих и красноармейцев …ввиду сего наряду с военно-лечебными учреждениями как движимое, так и недвижимое имущество Управления, и вообще всё, принадлежащее курорту не принадлежит ни ревизии, ни разделу…».
26 мая 1925 года постановлением СНК РСФСР курорты общегосударственного значения Пятигорск с Тамбуканским озером, Ессентуки, Кисловодск и Железноводск изъяты из ведения местных властей и переведены в распоряжение Главного Курортного Управления. С 1927 года — трест «Курортное объединение» (Кавминводздравтрест), с 1931 года — Всероссийское объединение курортов. С этого времени медицинская помощь на курортах полностью переходит в руки государства. К 1941 году на Кавказских Минеральный Водах действовало 98 санаториев с пропускной способностью 190 000 больных в год.
С началом Великой Отечественной войны курорты Кавказских Минеральных Вод превратили санатории в госпитали, приспособив их для лечения раненных. В июле 1942 года немецкие войска прорвались на территорию Северного Кавказа. Для обороны была создана Пятигорская группа войск в составе Полтавского тракторного, Новочеркасского кавалерийского, Ростовского артиллерийского училищ и других частей. В результате боёв 8—10 августа 1942 г. на подступах к Минеральным Водам, в Железноводске, Пятигорске, в районе станции Лермонтовская советские войска отошли на рубеж реки Малки в Кабардино-Балкарии. Освобождены Кавминводы были 11 января 1943 года. После освобождения в срочном порядке вся лечебно-госпитальная база курорта была восстановлена и уже в начале весны 1943 года возобновился приём раненых с фронта.
В 1960 г. решением Совета министров СССР все курорты были переданы в подчинение ВЦСПС.
История развития этого уникального курортного региона Российской Федерации характеризовалась взлётами и падениями, с переходом от государственного управления к частному контрагентству. Большие расстояния от центральных городов Российской империи, когда желающие подлечиться на Горячих, Железных и Кислых Водах вынуждены были совершать самое настоящее путешествие на конных экипажах длительностью полтора-два месяца, военные действия на Кавказе, необустроенность самих источников и курортов — всё это создавало определённые трудности в развитии Кавказских Минеральных Вод. По воспоминаниям современников, в начале XIX века отдыхающие на Горячих Водах жили в калмыцких кибитках, специально направленных сюда на летний курортный сезон. Подвижническая работа по обустройству Кавминвод выдающихся людей (в алфавитном порядке):
- А. Я. Аболина,
- А. М. Байкова,
- А. И. Барятинского,
- Ф. А. Баталина,
- Иоганн К. Бернардацци,
- Иосиф К. Бернардацци,
- А. И. Воейкова,
- М. С. Воронцова,
- Д. А. Всеволожского,
- Ф. П. Гааза,
- К. И. Грум-Гржимайло,
- А. М. Дондукова-Корсакова,
- Г. А. Емануеля,
- А. П. Ермолова,
- А. П. Нелюбина,
- Н. И. Пирогова,
- М. В. Сергеева,
- Н. Н. Славянова,
- С. А. Смирнова,
- В. В. Хвощинского

и многих других, позволила шаг за шагом превратить их в известный бальнеологический курорт России. В советское время Кавказские Минеральные Воды стали популярной кузницей здоровья населения Советского Союза. В 1990 году на всесоюзном курорте [кавмингруппе] отдыхало и оздоравливалось около 1,5 млн человек со всех уголков страны и из-за рубежа.
Но одновременно быстрыми темпами шёл рост местного населения (см. ниже — агломерация). Всё это начало создавать большую антропогенную нагрузку на экологию КМВ (см. Пятигорск). Стал ощущаться и некоторый дефицит минеральных ресурсов. Чрезмерное развитие промышленности в городах-курортах, не связанной с лечебно-оздоровительными (санаторно-курортными) целями, применение ядохимикатов и синтетических удобрений в сельском хозяйстве также представляло реальную угрозу загрязнения гидроминеральных богатств уникального курорта. Это не могло не тревожить представителей курортологии, руководство Ставропольского края, российское правительство.
 Вот почему 27 марта 1992 года и был подписан Указ Президента Российской Федерации Б. Н. Ельцина, согласно которому Кавминводы являются особо охраняемым эколого-курортным регионом Российской Федерации. В нём прямо были определены цели создания региона: сохранение природных богатств курортов КМВ — всемирно известной местности с уникальными оздоровительными и лечебными факторами, неповторимым историко-архитектурным и культурным обликом.

## Смотрители вод, директора, комиссары, главные врачи КМВ
- 1810—1814 — смотритель вод М. П. Афросимов (Офросимов), надворный советник, погиб при строительстве[8][7].
- 1814 (упоминание) — главный врач А. Б. Цеэ, надворный советник, доктор медицины и хирургии, член соревнования медицинских и физических наук[7].
- с 1816 года — смотритель вод А. А. Лякин, коллежский асессор[8].
- главный врач КМВ Григорий Иванович Сухарев (1770—1807), профессор Петербургской медико-хирургической академии[32][33].
- с 1822 года временное исполнение должности главного врача, главный врач курорта с 1824 по 1842 года Фёдор Петрович Конради, родом из Швейцарии (1775—1848), доктор медицины и хирургии, составил план Горячих Вод, в экспликации которого указаны источники, ванны, оборонительная казарма, солдатская слободка, казачий пост, дороги на Кислые, Железные Воды, новое Георгиевское шоссе[7]
- главный врач КМВ Андрей Богданович Цеэ (1781—1842), автор одной из первых книг, посвященных Кавказским Минеральным Водам «Описание Кавказских Минеральных Вод» (1817)[34].
- с 1833 года — полномочия директора Вод полковник П. П. Чайковский[8].
- с середины 1844 года — первый директор Минеральных вод, одновременно комендант Пятигорска и уездный воинский начальник, полковник П. А. Принц[13]
- после Принца в течение нескольких месяцев — директор Александр Григорьевич Парчевский, чиновник таможенного ведомства, коллежский советник[13]
- 1845 году — главный врач Александр Дмитриевич Иванов, коллежский советник[13].
- 1847—1857 — управляющий Кавказскими минеральными водами (с правами военного губернатора) генерал-майор Дмитрий Алексеевич Всеволожский (1797 — после 1857)[13]
- в 1847 году (упоминание) — главный врач КМВ Я. И. Каневский[13]
- с февраля 1862 года — директор КМВ С. А. Смирнов[35][36], основавший в Пятигорске Русское бальнеологическое общество[37], химическую лабораторию для исследования химического состава минеральных вод.
- 1870, 1872 (упоминается) — 1885 — главный врач КМВ Матвей Карпович Милютин[20]
- 1885—1887 — старший врач на Водах С. Н. Исаев[20]
- 1895—1896 — правительственный комиссар КМВ Вениамин Александрович Башкиров (1841—1900), действительный статский советник[38]
- 1896—1900 — директор КМВ Вениамин Александрович Башкиров (1841—1900), действительный статский советник[38]
- весна 1900 года — 1905 год — директором КМВ полковник Владимир Васильевич Хвощинский[38]
- март 1905—1907 — директор КМВ Дмитрий Львович Иванов (1846—1926), горный инженер, бывший начальник Сибирского горного округа[39].
- 1908-сентябрь 1915 года — директор КМВ С. В. Тиличеев, доктор медицины[26]. Его именем названы построенные при нём на Провале Тиличеевские ванны (ныне Пироговские)[22].
- 1916 — середина 1917 года — директор КМВ Евстратий Дмитриевич Петрококино (1883 — после 1917, инженер путей сообщения, представитель известной купеческой семьи в греческой общине Одессы[26]
- февраль 1917 года — февраль 1918 года — директор КМВ Н. А. Филиппов[26]
- В 1918—1919 — директорами были архитектор И. И. Байков, врач Н. А. Орлов, химик Э. Э. Карстенс[26]
- до 12.07.1918 — федеральный комиссар КМВ С. Ершов, анархист-коммунист[26]
- с 21 по 28 июля 1918 года — федеральный комиссар КМВ Эрнест Эрнестович Карстенс (1876—1944), действительный член РБО, химик[26]
- с 28 июля 1918 года — федеральный комиссар КМВ Мирошниченко[26]
- с 1 октября 1918 года — федеральный комиссар КМВ С. Ершов[8]
- директор Н. А. Филиппов[4].
- с декабря 1921 года по февраль 1922 года — директор Михаил Григорьевич Седов, врач[28]
- с февраля 1922 года — директор Сергей Александрович Мамушин (1888—1938)[28][40].

## Органы управления
Местом пребывания координирующей администрации являются Ессентуки, ранее — Пятигорск и Георгиевск. При этом режим особого природопользования на сопредельных территориях осуществляется также государственными органами республик. Руководитель администрации Кавминвод в соответствии с Положением является первым заместителем председателя Правительства Ставропольского края по должности.
Руководители администрации
- 10.04.1992-23.05.1996 — Алексей Викторович Кулаковский[41]. Указом Президента РФ был снят с поста «за нецелевое распределение средств федерального бюджета»[42]. 10 марта 1997 формулировка указа об отстранении от должности была изменена: «освобождён от должности в связи с переходом на другую работу»[43].
- 27.11.1996-7.07.1998 — Никишин Иван Иванович[44]
- 1.12.1998-12.08.2008 — Михайленко Виталий Иванович[45]
- 12.08.2008-3.02.2012 — Вышинский Виктор Николаевич[45][46].

Указом Президента РФ от 03.02.2012 № 138 должность была упразднена.

## Транспорт
Через территорию района проходит электрифицированная железная дорога Москва — Ростов — Баку с ответвлением на Кисловодск (и веткой на Железноводск), асфальтированная федеральная автотрасса Ростов — Баку М29. Аэропорт Минеральные Воды связывает регион КМВ прямыми авиалиниями со всеми крупными центрами Российской Федерации, ближнего зарубежья, а также выполняет рейсы в страны дальнего зарубежья.

## Связь
Проводной телефон, ADSL, ETTH, GPON
Ставропольский филиал Ростелеком, Пост ЛТД
Сотовая связь 2G/3G/4G
МегаФон, Билайн, МТС, YOTA

## Горы Кавминвод
Выше всех курортов расположен Кисловодск (817—1063 м), остальные курорты находятся примерно на одной высоте:
- Ессентуки — по течению р. Подкумок (600—640 м),
- Пятигорск — у подножия г. Машук (510—630 м),
- Железноводск — в долине между горами Бештау и Железная, а также на склонах у подножия последней (600—650 м).

Растительность представлена главным образом массивами дубово-грабовых лесов, чередующихся с луговыми степями; в предгорьях степная и лесостепная растительность, которая в горах (на высоте 800—1100 м) сменяется широколиственными лесами (бук, дуб, граб).
Рельеф района Кавказских Минеральных Вод начинается у подножия Эльбруса, где отчётливо выделяется Скалистый хребет с рядом вершин. В западной и южной части КМВ горы крутыми, местами отвесными уступами обрываются к югу (глубина этих обрывов достигает 1000 м), а северные длинные склоны слегка (полого) наклонены и сливаются с предгорной равниной. Это хребты Пастбищный и Скалистый. Речными долинами они разделены на ряд горных массивов.
Пастбищный хребет в пределах Кавминвод разрезан Подкумком на две части: западная (хребет Боргустан, Дарьинские высоты Боргустанского хребта) поднимается на 1200—1300 м, а восточная (Джинальский хребет) имеет абсолютную отметку вершины Верхнего Джинала 1542 м. Скалы на отрогах хребтов украшены нишами, ажурными сводами, резными колоннами из песчаника.
К югу от Пастбищного протянулся Скалистый хребет с вершинами Большой и Малый Бермамыт (2592 и 2644 м {высшая точка КМВ}, 30 км до Эльбруса; ранним утром на Бермамыте иногда можно наблюдать так называемый Броккенский призрак). Бермамытское плато, а также Жатмазский хребет {г. Шатджатмаз 2127 м, астрономическая станция ГАО РАН (2072 м), научная база института физики атмосферы АН России} и Кичмалкинское плато (г. Манглай 2055 м), внизу между которыми в живописной долине реки Хасаут на высоте 1300 м над уровнем моря находится Долина Нарзанов — около 20 минеральных источников {в 34 км к югу от Кисловодска, в южных предгорьях Скалистого хребта Большого Кавказа}, — наклонены в сторону Кисловодска и упираются в крутые уступы Пастбищного хребта.
К югу от Скалистого хребта в сторону Эльбруса простирается обширное плато Бечасын (с горой Бечасын 2364 м). По абсолютным высотам территория КМВ относится к среднегорьям, максимальная амплитуда высот — 2464 м (а с учётом Эльбруса — 5642 м, II-е место после Кабардино-Балкарии).
 Расчленённый рельеф, создающий большое разнообразие пейзажей, объясняется длительным развитием и сложным геологическим строением территории.

## Геология
Район Кавминвод располагается в пределах смыка́ния Ставропольской возвышенности (Предкавказья) и северных склонов и предгорий Северного Кавказа. Это центр Прикавказья, где за длительную геологическую историю наряду со складчатыми и вертикальными движениями происходили и горизонтальные перемещения. Его территория со всех сторон окаймлена огромными глубинными разломами. С разломами связано происхождение лакколитов. Эти горы образовались путём постепенного поднятия или тектонического выдавливания сквозь толщу осадочных отложений вязкой, остывающей лавы. Вулканические тела остывают ещё и в наше время. В основании наклонённых на север пластовых равнин в самом низу лежат палеозойские смятые в складки и пронизанные при горообразовании жилами кислой магмы породы: кварцево-хлоритовые сланцы, кварциты, граниты. Самые древние породы района можно увидеть в долине реки Аликоновки к югу от Кисловодска, в 4-5 км выше от «Замка коварства и любви», одной из местных достопримечательностей. Здесь выходят на поверхность розовые и красные граниты, возраст которых определяется в 220—230 млн лет. В мезозойское время выходившие на поверхность граниты были разрушены и образовали мощный (до 50 м) слой коры выветривания, состоящий из кристаллов кварца, полевого шпата, слюды. Попадаются жеоды — «камни с секретом». Расколов такой камень, можно обнаружить внутри белые кристаллы кальцита, натёки серого опала и полупрозрачного халцедона. Осадочные отложения юрских и меловых морей, имеющие мощность более 1000 м, можно осмотреть на южных склонах Боргустанского и Джинальского хребтов. Здесь выходят на поверхность буровато-серые и желтоватые известняки, доломиты, красные железистые песчаники. Это известные Красные и Серые камни (см. Кисловодский национальный парк). На горе Горячей в Пятигорске можно увидеть разнообразной формы отложения травертина — камня, возникшего при испарении минеральной воды. В травертине видны окаменевшие листья, веточки. Здесь развит карст, который встречается также на Скалистом и Пастбищном хребтах. С особенностями геологического строения Развалки связано удивительное явление «летней мерзлоты», объясняемое сезонной циркуляцией воздуха в трещинах горы.
При всём разнообразии состава вод и характера месторождений минеральные источники КМВ тесно связаны общностью геологических условий образования и общей историей развития на их основе группы прославленных, старейших в России курортов.
Наличие минеральных источников связано с комплексом осадочных образований мезо-кайнозойского возраста, полого погружающихся с Ю на С от Большого Кавказа к Ставропольской возвышенности. С точки зрения возможностей накопления и движения подземных вод, погружающиеся к северу породы мезо-кайнозоя образуют крупный артезианский склон, основная область питания которого совпадает с площадью выхода на поверхность древнейших метаморфических пород.
Из нескольких водоносных горизонтов наиболее обильны: титонский водоносный комплекс, дебит 0,1-10 л/с, глубина залегания от 260 м (район Кисловодска) до 1000 м (Ессентуки); валанжинский комплекс, дебит св. 15 л/с, глубина от 170 м (Кисловодск) до 800 м (Ессентуки); аптский комплекс, дебит 10 л/с, наибольшая глубина до 500 м (Ессентуки); верхнемеловой комплекс, дебит до 5 л/с, глубина до 300 м (общий дебит наиболее обильных составляет порядка 3-3,5 млн л в сутки). Большое значение в гидрогеологии района имеют разломы и внедрения магматических горных пород (интрузии), образующие в рельефе своеобразные куполовидные горы-лакколиты (Машук, Бештау, Железная, Развалка, Змейка и др.).
С зонами тектонических нарушений, а также с контактами интрузий и осадочных пород связаны отдельные месторождения минеральных вод (Берёзовское, Кисловодское, Кумское, Ессентукское, Пятигорское, Железноводское, Нагутское, Кумагорское и др.) и большое количество выходов разнообразных по составу минеральных источников. Ресурсы подземных вод КМВ (пресных и минеральных) формируются главным образом за счёт инфильтрации атмосферных осадков (в горах Большого Кавказа). Часть подземных вод обогащается газами (углекислота), образующимися в условиях высокой температуры недр.
Формирование состава минеральных вод протекает при значительном участии процессов выщелачивания вмещающих пород, катионного обмена и смешения; этот последний процесс имеет особенно широкое развитие в верхних частях разреза, куда поступают восходящие по разломам из фундамента глубинные высокогазонасыщенные порции воды. Оттесняя менее минерализованные потоки и частично смешиваясь с ними, восходящие воды здесь формируют окончательный химический и температурный облик минвод района.

## Климат
Наряду с минеральными водами курортные ресурсы КМВ составляют благоприятный климат центральной и юго-западной частей региона, используемый для климатотерапии.
Климат района Кавминвод издавна высоко оценён курортологами и успешно используется как лечебный фактор. Основные достоинства здешнего климата связаны с большим числом солнечных дней — в Кисловодске только 37-40 дней в году бывает без солнца. Здесь сравнительно сухо, сюда не доходят влажные воздушные массы с Чёрного моря — они задерживаются Главным Кавказским хребтом.
Разнообразие рельефа создаёт различие в климате курортов КМВ, и формируется под воздействием ряда факторов: разница высотного положения городов, защищённость горами определяет особенности микроклимата. Предгорный характер местности и близость снежных вершин Главного Кавказского хребта с одной стороны, а с другой — соседство засушливых степей и полупустынь Прикаспийского побережья определяют континентальные черты климата этого региона. По климатическим условиям район Кавминвод можно условно разделить на две зоны: южную — район Кисловодска с чертами континентального климата низкогорья, и северную — Ессентуки, Пятигорск, Железноводск с типичными чертами степной зоны. Наиболее благоприятной, по данным медицинской климатологии, является южная зона.
Регион курортов Железноводск, Пятигорск, Ессентуки — климатическая зона с большим количеством тепла и умеренными осадками. Среднегодовое количество атмосферных осадков в пределах 600 мм преимущественно весной и вначале лета. По сравнению с южной зоной здесь, как правило, выше среднегодовая температура воздуха, относительная влажность на уровне 65-71 %, число дней с туманами и без солнца 85-92 (густые туманы характерны зимой), дней с осадками 120—160, а морозных дней около 90. Пасмурные дни с туманами и изморозью бывают в осенне-зимний период, что создаёт контраст с Кисловодском. В Пятигорске лето тёплое, зима умеренно мягкая (треть зимних дней с дождями, оттепелями, туманами). Климат Железноводска соответствует горно-лесному и умеренно сухому климату среднегорий Альп. Число часов солнечного сияния здесь относительно велико, но зелень и постоянно дующие ветры смягчают жару. Климат Ессентуков отличается контрастностью — лето здесь жаркое, сухое, зима морозная, часто дождливая. Ясно выражены весна и осень. Кисловодск славится как климатический курорт, где благодаря замкнутым условиям котловины преобладает ясная сухая погода; к примеру, зима в Кисловодске — это «мороз и солнце, день чудесный», солнце сияет 300 дней в году.
Температура воздуха зависит от высоты места и сезона года. Средняя температура января в Пятигорске −4,0 °C, в Кисловодске −3,9°. Температура июля соответственно +22° и +19°.
Количество осадков убывает от гор к равнинам: на Бермамыте — 724 мм, в Кисловодске — 599 мм, в Пятигорске — 472 мм; меньше всего их в Ессентуках. Больше 85 % всех осадков выпадает в виде дождя (зимою преобладают дожди над снегопадами). Снежный покров невысок и неустойчив, снег выпадает и быстро тает. В Кисловодске снежный покров лежит непрерывно в среднем до 10 дней. Более половины зим проходит вообще без снежного покрова.
Наибольшая облачность на равнинах отмечается зимой; в горах (Кисловодск, Бермамыт, Долина Нарзанов), наоборот, наиболее ясные зимние месяцы.
Курорты КМВ имеют благоприятный для климатолечения ветровой режим. Здесь часты штили, особенно в Кисловодской котловине зимой (среднегодовая скорость ветра в Кисловодске на уровне 2,4 м/сек). В горах, например на Бермамыте, бывают сильные ветры — более 15 м/сек.
Лучшее время года для отдыха и путешествий на Кавминводах — позднее лето и осень. Она бывает солнечная, сухая, богатая плодами и яркими красками пейзажей.

## Природные ресурсы
Гидроминеральные, бальнеологические ресурсы
Основу курортных ресурсов КМВ составляют мин. воды различного состава, на базе которых возник так называемый Северо-Кавказский рекреационно-лечебный район.
По составу и качеству своих климато-бальнеологических ресурсов, сконцентрированных на относительно компактной территории, по богатству и разнообразию минеральных источников курортный регион России — Кавминводы — не имеют аналогов на всём Евро-Азиатском континенте, да и мире; по химическому богатству и разнообразию, качеству, источники минеральных вод на редкость разнообразны и не имеют себе равных. Происхождение, формирование и свойства минеральных вод связаны с пятигорскими лакколитами и высокогорными областями Северного Кавказа, где формируются подземные воды. Атмосферные осадки, выпадающие в горах, а также талые воды проникают в толщи горных пород на большие глубины, минерализуются, нагреваются, насыщаются газами и выходят на поверхность по трещинам в долинах рек. По химическому составу во́ды по большей части — мало- и среднеминерализованные с содержанием солей от 2 до 15 г/л. Наибольшая минерализация у Баталинского и Лысогорского источников — 21 г/л.
На небольшой территории (546,5 тыс. га) сосредоточены уникальные гидроминеральные богатства, прекрасный букет минеральных вод с утверждёнными эксплуатационными запасами в 15,6 тысячи кубических метров в сутки. По данным на 2001 год добывается и используется 2,2 тыс. м³ в сутки. При этом 1,5 тыс. м³/сутки (68 %) из них ушли на питьё и ванны, а 0,7 тыс. м³/сутки (32 %) — на промышленный розлив лечебных и лечебно-столовых вод.
В пределах округа горно-санитарной охраны имеется 24 месторождения и участка. Условно можно выделить несколько отдельных месторождений: Кисловодское, Ессентукское, Пятигорское, Бештаугорское, Иноземцевское, Железноводское, Змейкинское, Лысогорское, Красно-Восточное, Кумагорское, Нагутская курортная местность и др. Из общих утверждённых запасов по категории A+B в пределах Ставропольского края сосредоточено 13706,8 м³ в сутки, в границах Карачаево-Черкесской республики — 1910,0 м³ в сутки (13,9 %). Помимо того, перспективные запасы (по категориям C₁+C₂+P) составляют 7629,9 м³ в сутки. Из 5 гидрохимических провинций подземных минеральных вод 3 оказались характерными для нашего региона: провинции углекислых (на Машукогорском месторождении в Пятигорске, напр., это 1-й, 2-й и 4-й пятигорские типы), радоновых вод (3-й тип), и азотных и азотно-метановых вод (5-й пятигорский тип).
Город-курорт Пятигорск располагает разнообразными минеральными источниками, которые сосредоточены на небольшой площади вокруг горы Машук. Это горячие сероводородные воды, углекислые воды (пятигорские нарзаны), радоновые воды, минеральные воды ессентукского типа (четвёртый пятигорский тип), азотно-метановые воды. Широко известны соляно-щелочные воды Ессентукского курорта (Ессентуки-4, Ессентуки-17), доломитный, сульфатный и простой Нарзаны Кисловодска, углекислые сульфатно-карбонатные кальциево-натриевые Железноводские минеральные источники (Смирновская и Славяновская воды), а также горько-солёные воды Баталинского и Лысогорского источников.
Промышленным розливом минеральных вод в особо-охраняемом эколого-курортном регионе занимаются более 50 предприятий и специализированных цехов — Старый источник (Минеральные Воды), Минеральные воды Железноводска, «Элита-Минерал Групп» (Иноземцево), ООО «Славяновская» (Пятигорск), The Coca-Cola Company (Солуно-Дмитриевское) и проч. За 2001 год было изготовлено и реализовано 200642,6 тысячи литров минеральной воды.
Уникальным богатством Кавказских Минеральных Вод являются рапа и грязи Тамбуканского [у границы края и Кабардино-Балкарии] и Лысогорских минеральных озёр. Питается Тамбуканское озеро в основном дождевыми и талыми водами, а так как расположено в засушливой степной зоне, то подвергается цикличным изменениям водной поверхности. Площадь водного зеркала около 180 (230) га, глубина от 1,5 до 3,1 м. Вода озера представляет собой рапу сульфатно-хлоридного натриево-магниевого состава (минерализация 50-60 г/л). Общие эксплуатационные запасы чёрной и тёмно-серой грязей составляют 1600 тыс. м³ (запасы иловой грязи {содержит 0,4 % сероводорода} в озере оцениваются в 2,3 млн т). Грязь используется в курортных учреждениях Кавминвод (наиболее широко — в Пятигорске и Ессентуках; в Железноводске эксплуатируются в равной мере рапа и грязи Лысогорских [Иноземцевских] озёр; в Кумагорске сульфидно-иловую грязь, используемую для грязевых процедур, добывают из небольшого солёного озера, находящегося на территории курорта), а также санаторно-курортных учреждениях Долинска (Нальчик), Серноводска и Северной Осетии. Грязь отправляется также в лечебно-оздоровительные учреждения Москвы, Ростова, Волгограда, Сочи.

## Кавказско-Минераловодская агломерация
Кавказские Минеральные Воды — одна из самых густонаселённых территорий Северного Кавказа. Средняя плотность населения более 150 человек на 1 км².
Ядром региона Кавказские Минеральные Воды является Кавказско-Минераловодская полицентрическая городская агломерация — крупнейшая в Северо-Кавказском федеральном округе. Крупнейший город агломерации Пятигорск — административный центр Северо-Кавказского федерального округа. Транспортный центр — Минеральные Воды.
С послевоенных времён периодически возникают предложения об объединении городов-курортов в один город по типу Сочи.
|                                                             | Муниципальное образование                                   | Площадь (км²) | Население (чел.) 2025 г. |
| ----------------------------------------------------------- | ----------------------------------------------------------- | ------------- | ------------------------ |
| Городские округа                                            |                                                             |               |                          |
| 1                                                           | город-курорт Пятигорск                                      | 104           | ↘211 304                 |
| 2                                                           | город-курорт Кисловодск                                     | 72            | ↘125 931                 |
| 3                                                           | город-курорт Ессентуки                                      | 50            | ↗124 038                 |
| 4                                                           | город-курорт Железноводск (в.т.ч. п. Иноземцево)            | 93            | 50136                    |
| 5                                                           | город Лермонтов (в.т.ч. Острогорка)                         | 31            | 24405                    |
| Муниципальные округа                                        |                                                             |               |                          |
| 1                                                           | Георгиевский район                                          | 1920          | ↘157 087                 |
| 2                                                           | Минераловодский район                                       | 1443          | ↘130 145                 |
| 3                                                           | Предгорный район                                            | 2047          | ↗110 618                 |
| Кавказско-Минераловодская агломерация                       | Кавказско-Минераловодская агломерация                       | 5836          | 936999                   |
| Процент от общей численности населения Ставропольского края | Процент от общей численности населения Ставропольского края | 31,35 %       | 31,35 %                  |

## Особенности
Кавказские Минеральные Воды — это крупнейший и один из старейших курортных регионов Российской Федерации. Свыше 130 минеральных источников и большие запасы иловой грязи озера Тамбукан (и Лысогорского озера) делают КМВ уникальным бальнеологическим курортом. Регион КМВ отличается живописными природными ландшафтами, горным целебным климатом и славится своими предприятиями санаторно-курортного комплекса в России. Их основная специализация — оказание медицинских и оздоровительных услуг, лечение всемирно известными водами и минеральными грязями.
Также, земельные участки, расположенные на территории КМВ (в границах округов санитарной (горно-санитарной) защиты курорта КМВ) в силу закона являются землями особо охраняемых природных территорий. Факт отнесения земельных участков к числу земель особо охраняемых природных территорий (земель курортов) означает невозможность предоставления его в собственность общества в связи с отнесением его к земельным участкам, ограниченным в обороте (подпункт 1 пункта 5 статьи 27 Земельного кодекса РФ, пункт 8 статьи 28 Закона о приватизации).
В границах Кавказских Минеральных Вод выделяются первый экологический подрайон с режимом жёстко ограниченного природопользования, и второй экологический подрайон с режимом ограниченного природопользования (округа санитарной охраны курорта) и зона ограниченного природопользования.
Граница первого экологического подрайона с режимом жёстко ограниченного природопользования (первая зона округа санитарной охраны курорта КМВ) проходит по автомобильной дороге, соединяющей населённые пункты Бекешевская и Боргустанская; восточнее пос. Новоборгустанский граница этого подрайона трассируется в направлении на север и выходит к р. Куме в районе пос. Орбелиановка. От Орбелиановки граница поворачивает на восток и идёт вдоль автомагистрали до пос. Побегайловка; от восточной окраины пос. Побегайловка трассируется на северо-запад вдоль автомагистрали до пос. Кумагорск; далее огибает пос. Кумагорск с севера и сворачивает в южном направлении, выходя на автомагистраль Ростов — Баку восточнее пос. Канглы, проходит по этой автомагистрали в восточном направлении до пос. Змейка, затем поворачивает в восточном направлении и идёт по административной границе Предгорного района, а затем по автомагистрали Георгиевск — Пятигорск до Константиновской лесной дачи, далее трассируется в южном направлении до границы Ставропольского края с Кабардино-Балкарией и проходит вдоль границы на запад до притока р. Малки ручья Сулл-укон, затем поворачивает на юго-запад по ручью и следует на запад вдоль автодороги Хабаз — перевал Шаджатмаз. До автодороги Таллык-Бекешевская граница первого экологического подрайона совпадает с административной границей Ставропольского края с Кабардино-Балкарией, далее — с восточными границами Карачаевского, Усть-Джегутинского и Прикубанского районов Карачаево-Черкесии.
Второй экологический подрайон с режимом ограниченного природопользования (вторая зона округа санитарной охраны курорта КМВ) включает оставшуюся территорию в пределах округа санитарной охраны.
Зона ограниченного природопользования включает прилегающие к округу санитарной охраны района Кавказских Минеральных Вод территории: восточную часть Прикубанского района Карачаево-Черкесии, а также восточную часть Кочубеевского, юго-западную часть Андроповского районов, южную часть Георгиевского и западную часть Кировского районов Ставропольского края в соответствии с территориальной комплексной схемой охраны природы Кавказских Минеральных Вод.
В границах округа санитарной охраны курортов вне территорий населённых пунктов устанавливается режим заказника.

## Экономика
Особая экономическая зона туристско-рекреационного типа «Гранд Спа Юца» создана в соответствии с Постановлением № 71 Правительства Российской Федерации от 3 февраля 2007 года на территории Ставропольского края. С декабря 2012 года туристско-рекреационная особая экономическая зона «Гранд Спа Юца» включена в Северо-Кавказский туристический кластер, которым управляет ОАО «Курорты Северного Кавказа».